# Dora Pejačević

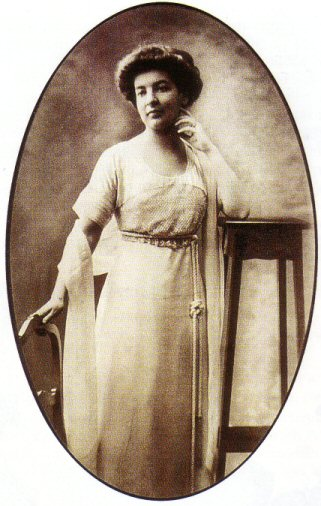
Porträtt av Dora Pejačević

Grevinnan Maria Theodora Paulina "Dora" Sofija Pejačević, född 10 september 1885 i Budapest, kungariket Ungern, död 5 mars 1923 i München, var en kroatisk kompositör, pianist och violinist.
Pejačević har blivit välkänd framförallt för sina sångkompositioner, pianominiatyrer och stråkkvartetter. Hennes verk är starkt influerade av hennes tids framträdande expressionistiska och modernistiska trender. I synnerhet har Pejačević fått erkännande för sin symfoni i fiss-moll, vilken betraktas som den första moderna symfonin inom kroatisk musik. Hon är även en av de första kompositörerna att introducera den orkestrala sången till kroatisk musik.
Hennes tidiga verk präglas av teman representativa för den romantiska perioden, men detta förändrades efter hennes arbete som sjukvårdare i sin hemstad Našice under första världskriget. Efter detta speglade hennes verk starkt den nihilistiska rörelsen. De behandlade då motiv såsom döden, isolering och krigets meningslöshet.

## Uppväxt
Dora Pejačević (även: Pejacsevich) föddes i Budapest i kungariket Ungern i den adliga familjen Pejačević. Hennes far Teodor Pejačević (24 september 1855–22 juli 1928) var kroatisk greve och hennes mor Erzsébet "Lilla" Josepha Vay de Vaya (13 oktober 1860–14 januari 1941) ungersk baroness, utbildad sångerska och pianist. Dora Pejačević och hennes mor kom ofta i kläm på grund av Doras intellektualitet och nyfikenhet, som fick henne att rebellera mot det aristokratiska liv hon fötts in i.
Hon hade fyra syskon: Maria Marko "Markus" Gustav Rudolf Bela Pejačević (28 april 1882–22 juni 1923), Maria Velimir "Elemér" Josip Gabrijel Pejačević (26 juli 1883–5 mars 1927), Elizabeta Maria Gabrijela Klementina Pejačević (31 juli 1891–8 juni 1897) och Gabrijela Maria Julija Ladislava Pejačević (4 januari 1894–7 januari 1977). Hon tillbringade sin uppväxt i familjeslottet i Našice, i nuvarande Kroatien, men familjen tillbringade också mycket tid i Wien, Budapest, Prag och München.

Pejačević hemskolades av en engelsk guvernant, och lärde sig att tala flera språk flytande. Hon hade även ett stort intresse för politik redan i ung ålder, och ansågs vara socialist av sin omgivning. Hon prenumerade på flera tidningar och tidskrifter gällande sociala frågor. Ett exempel på detta är hennes medvetenhet om sitt ädla privilegium som hon tog upp i ett av sina brev:
"Jag förstår inte hur enkan leva utan arbete... Dock, är det sant att jag inte ansluter mig till människor av min samhällsklass; i allting söker jag substans och värde, och varken normer, traditioner eller ursprung kan förblinda mig med sand i ögonen..."
Hennes intellektuella förmågor utvecklades under influenser såsom Wilde, Ibsen, Dostojevskij, Mann, Schopenhauer, Rilke, Kierkegaard, Kraus och Nietzsche. Pejačević var en aktiv läsare. I en av sina dagböcker kommenterade hon 470 böcker som hon läst under åren 1902 till 1921. Böckerna behandlade bl.a. litteratur, filosofi, musik, religion, historia och naturvetenskap.
Pejačević började komponera vid 12 års ålder, varefter hennes föräldrar lät henne studera utomlands för att utveckla sina musikaliska talanger. Dock förblev hon huvudsakligen självlärd, då hennes utbildning fokuserade på andra, allmänutbildande ämnen. Hennes talanger utvecklades med hjälp av ledande figurer inom den europeiska kulturscenen, därav Alice Ripper, Clara Rilke-Westhoff, Anette Kolb, Rainer Maria Rilke och Karl Kraus.

## Karriär

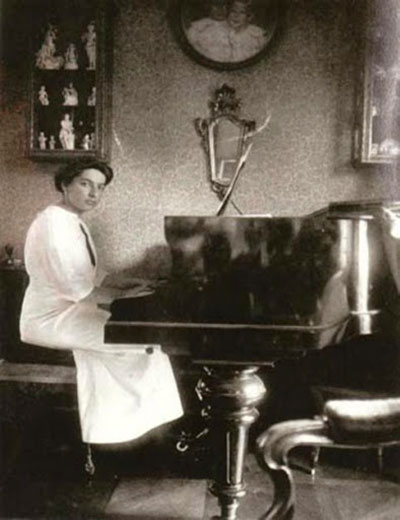
Pejačević vid sitt piano

Pejačević komponerade sitt första orkesterverk, en pianokonsert, år 1913. Hon blev därmed den första kroatiska kompositören att skriva en konsert. Innan detta skrev Pejačević främst pianostycken, sonater och sånger, och redan då ansågs hon vara mycket begåvad av föregångare inom musiken. Hennes romantiska stil skiftades snart till att spegla den krigshärjade tid hon levde i och de revolutionära skeendena under 1920-talet. Dessa förändringar är tydliga i hennes musik genom impressionistiska och expressionistiska inslag och harmonier.
Hennes erfarenheter som sjukvårdare under första världskriget hade en stor inverkan på henne, både som människa, men även för hennes musikaliska uttryck. Hon isolerade sig själv och sökte nya tillvägagångssätt att komponera sin musik. Resultatet av hennes ansträngningar var cykler av solokompositioner och vokal- och orkesterkompositioner skrivna till verser av Karl Kraus, Rainer Maria Rilke och Friedrich Nietzsche.

Pejačević beskrev sitt arbete från denna period på följande sätt:
"I själva verket är jag bara fysiskt närvarande. Allt jag förnimmer i mig själv som levande och upplever svävar ovanför nuet och det synliga, och i en djup och vacker oändlighet, i spegeln av mina känslor ser jag drivkraften i formen av mina kära känslor, och tusentals minnen uppenbarar sig likt näckrosor på en sjös släta yta. I denna oändlighet följer känslor efter tankar, och där begrundar jag som bäst, för allt gott och stort växer fram ur kärlek. Då jag svävar in i denna mest osynliga värld av det mest personliga, först då blir jag helt och hållet mig själv, och detta jag, som då känns alltför uppfyllt av sig självt i denna avlägsna, himmelska avskildhet, söker uttryck, söker lindring från det höga mentala trycket, som i sig är en form av entusiasm – och denna befrielse uppnås när en komposition skapas!
Flertalet av hennes verk hade urpremiär i Tyskland, spelade av de stora solisterna. Under hennes livstid framfördes hennes kompositioner i Budapest, Wien, Prag, München, Dresden och hennes stad Našice.

## Familj och död

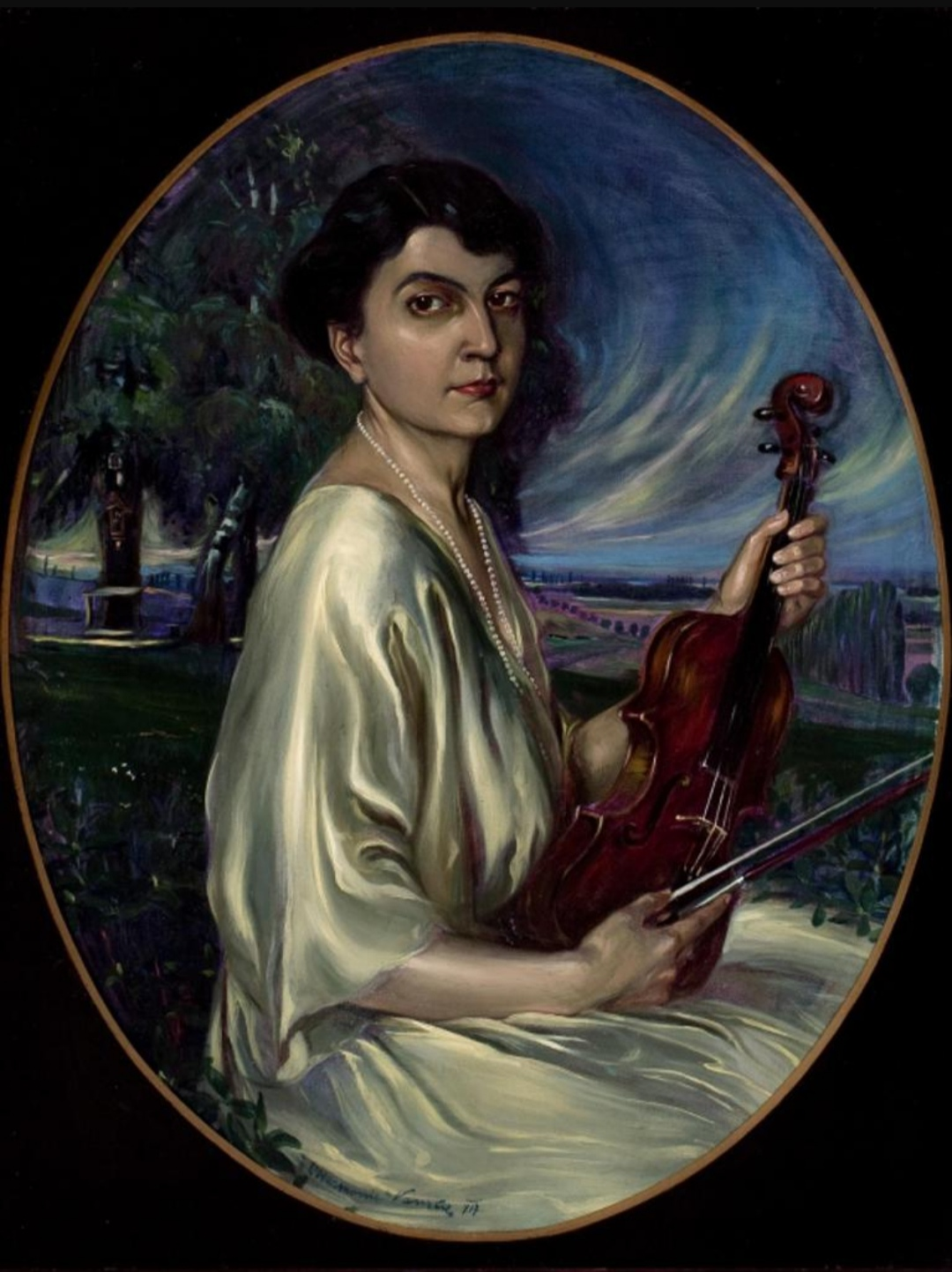
Poträtt av Dora Pejačević, målat av Maksimilijan Vanka.

Pejačević gifte sig den 14 september 1921 med Ottomar Ritter von Lumbe, son till Franz Ritter von Lumbe och barnbarn till greve Franz von Thun und Hohenstein och hans fru grevinnan Theresia Anna Maria von Brühl. Efter giftermålet flyttade paret till München där de fick sitt enda barn, Theodor von Lumbe. Födseln var fatal för Pejačević, och hon dog på en klinik i München till följd av barnsängsfeber den 5 mars 1923. Theodor överlevde födseln och levde fram till 2012. Ett år innan sin död, 2011, presenterade han ett porträtt målat av Maksimilijian Vanka från 1917 till Moderna Galleriet i Zagreb.

I oktober 1922, några månader före sin död, skrev Pejačević ett brev till sin make vilket förebådade hennes bortgång. Ett utdrag från hennes brev kan även tala om hennes progressiva världsbild och övertygelser:

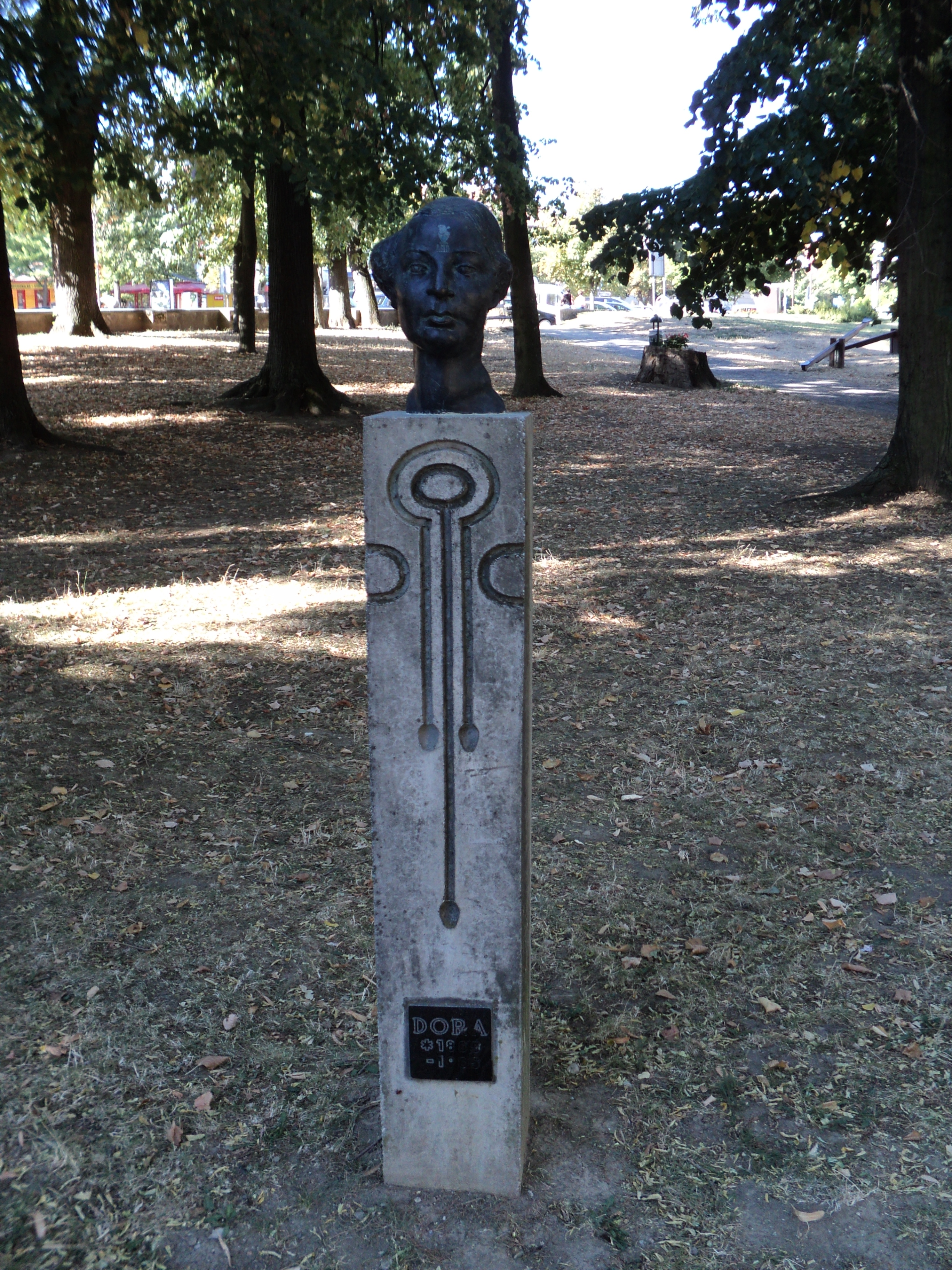
Byst av Dora Pejačević i Našice.

"Må Gud give att vårt barn (om jag överlåter det till dig) må vara till glädje för dig - att barnet blir en sann, öppen och fin människa; bana dess väg, men förhindra det aldrig från att uppleva det lidande som berikar själen, för enbart då kommer det att bli en människa. Låt det mogna likt en växt, och om det besitter en stor talang, ge det allt som kan tjäna dess utveckling; först och främst, ge det frihet, varhelst det krävs. För beroendet på föräldrar och släktingar  fördärvar många talaner - det vet jag av egen erferenhet - och behandla barnet jämlikt, huruvida det blir en flicka eller pojke.
Först begravdes Pejačević i München, men efter två månader flyttades hennes kvarlevor till Našice. Hon hade, innan sin död, uttryckt sin starka motvilja till att begravas i familjens krypta (Kapela obitelji Pejačević) tillhörande Herrens himmelsfärdskyrka (Crkve Uzašašća Gospodnjega) i Našice, som familjen lät uppföra år 1881. Dessutom önskade hon att hennes gravsten enbart skulle graveras med "Dora" och orden "Vila nu" ("Ruhe nun").

## Eftermäle
Än idag anses Pejačević vara en betydelseful tonsättare inom kroatisk musik. Hon efterlämnade en betydande katalog bestående av 58 opus (106 kompositioner), mestadels i senromantisk stil, med sånger, pianoverk, kammarmusik och orkesterverk. Under senare tid har satsningar gjorts för att publicera hennes ännu outgivna musik. Exempelvis har Croatian Music Information Center (Muzički informativni centar) digitaliserat och publicerat några av hennes partiturer, inklusive tre av hennes orkesterverk (Piano Concerto, Symphony och Phantasie Concertante).
Pejačević-forskaren Koraljka Kos, kompanjerad av den första självständiga Pejačević CD-skivan, bestående av piano och kammarmusik, släppte år 2008 en tvåspråkig (kroatiska och engelska) monografi av Pejačević's liv.
BBC Proms framförde 2023 ett urval av hennes musik, inklusive symfonin i fis-moll.

## Verk

### Vokala kompositioner
Lieder
- "Ein Lied", Op. 11 (text: Paul Wilhelm; 1900)
- "Warum?", Op. 13 (text: Dora Pejačević; 1901)
- "Ave Maria", Op. 16, för röst, violin och orgel, (1903)
- Sieben Lieder, Op. 23 (text: Wilhelmine von Wickenburg-Almasy; 1907; tillägnad Eva van Osten, Melanie Páiffy-Almásy, Julia Culp)

1. "Sicheres Merkmal"
2. "Es hat gleich einem Diebe"
3. "Taut erst Blauveilchen"
4. "Es jagen sich Mond und Sonne"
5. "Du bist der helle Frühlingsmorgen"
6. "In den Blättern wühlt"
7. "Es war einmal"

- Zwei Lieder, Op. 27 (Text: Wilhelmine von Wickenburg-Almasy; Ernst Strauss; 1909)

1. "Ich schleiche meine Straßen"
2. "Verweht"

- Vier Lieder, Op. 30 (Text: Anna Ritter; 1911; tillägnad Marianne Konradsheim)

1. "Ein Schrei" ("")
2. "Wie ein Rausch"
3. "Ich glaub', lieber Schatz"
4. "Traumglück"

- Verwandlung för röst, violin och orgel, Op. 37a (text: Karl Kraus; 1915; tillägnad Sidonie Nádherny von Borutin)[16]
- Mädchengestalten, Op. 42 (text: Rainer Maria Rilke 1916)

1. "Als du mich einst gefunden hast"
2. "Viel Fähren sind auf den Flüssen"
3. "Ich bin eine Waise"
4. "Ich war ein Kind und träumte viel"

- "An eine Falte", Op. 46 (text: Karl Kraus; 1918; tillägnad Sidonie Nádherny von Borutin)
- Drei Gesänge, Op. 53 (text: Friedrich Nietzsche; 1919–1920)

1. "Venedig"
2. "Vereinsamt"
3. "Der Einsamste"

- Zwei Lieder, Op. 55 (Text: Karl Henckell; Ricarda Huch; 1920; tillägnad Rosa Lumbe-Mladota och Juza Lumbe)

1. "Zu dir!"
2. "Um bei dir zu sein"

- Tri dječje pjesme (Tre barnsånger), Op. 56 (text: Zmaj Jovan Jovanović; 1921)

1. "Majčica, moj anđeo" ("Mamma, min ängel")
2. "Dijete i baka" ("Barn och mormor")
3. "Mali Radojica" ("Lilla Radojica")

Med orkesterackompanjemang
- Verwandlung, Op. 37b (text: Karl Kraus; 1915)
- Liebeslied, Op. 39 (text: Rainer Maria Rilke; 1915)
- Zwei Schmetterlingslieder, Op. 52 (text: Karl Henckell; 1920)

1. "Goldne Sterne, blaue Glöckchen"
2. "Schwebe, du Schmetterling"

### Kompositioner för solopiano
- Berceuse, Op. 2 (1897)
- Gondellied, Op. 4 (I Erinnerung an die gemütlichen Tage in Našice von Dora, Našice, 25 juli 1898)
- Chanson sans paroles, Op. 5, (1898)
- Papillon, Op. 6 (1898)
- Menuett, Op. 7 (1898)
- Impromptu, Op. 9a (1899)
- Chanson sans paroles, Op. 10 (1900; tillägnad baronessan Else Szentkereszty)
- Albumblatt, Op. 12 (1901; förlorad)
- Trauermarsch, Op. 14 (1902)
- Sechs Phantasiestücke, Op. 17 (1903)

1. "Sehnsucht"
2. "Leid"
3. "Frage"
4. "Klage"
5. "Bitt"
6. "Wahn" (2 versioner: A och B)

- Blumenleben – acht Klavierstücke nach der Blütenzeit im Jahresablauf komponiert, Op. 19 (1904–1905)

1. "Schneeglöckchen"
2. "Veilchen"
3. "Maiglöckchen"
4. "Vergißmeinnicht"
5. "Ros"
6. "Rote Nelken"
7. "Lilien"
8. "krysantemen"

- Berceuse, Op. 20 (1906; tillägnad hennes brorson, greve Nikola Pejačević)
- Valse de concert, Op. 21 (1906)
- Erinnerung, Op. 24 (1908; tillägnad Marie Therese Schall-Riaucour)
- Walzer-Capricen, Op. 28 (1910; tillägnad hennes professor Percy Sherwood)

1. "Moderato"
2. "Grazioso"
3. "Im Laendler-tempo"
4. "Wiegend"
5. "Lento"
6. "Tempo giusto"
7. "Allegretto"
8. "Grazioso, allegramente"
9. "Moderato"

- Vier Klavierstücke, Op. 32a (1912; tillägnad pianisten Alice Ripper, som uruppförde dem i Stockholm 1917)

1. (förlorad titel)
2. "Libelle"
3. "Papillon"
4. "Abendgedanke"

- Vertige, Valse-Boston, (24 maj 1906; romantisk salongstil)
- Impromptu, Op. 32b (1912; tillägnad pianisten Alice Ripper)
- Sonata i b-moll, op. 36 (1914; tillägnad Anny von Lange)

1. "Con fuoco non troppo allegro"
2. "Andante con molta espressione"
3. "Allegro risoluto"

- Zwei Intermezzi, Op. 38 (1915; tillägnad Olga Schulz-Granitz)

1. "Ruhig och innig"
2. "Langsam und ausdrucksvoll"

- Zwei Klavierskizzen, Op. 44 (1918; tillägnad Anny von Lange)

1. "En dich!"
2. "Vor Deinem Bild"

- Blütenwirbel, Op. 45 (1918; 2 versioner: A och B; tillägnad Sidonie Nádherny von Borutin)
- Capriccio, Op. 47 (1919; tillägnad pianisten Alice Ripper)
- Zwei Nocturnos, Op. 50 (1918; 1920)

1. "Sehr ruhig, mit innigem Ausdruck" (Janowitz 20–21 juli 1918; tillägnad pianisten Alice Ripper)
2. "Leicht bewegt und ferträumt"

- Humoreske und Caprice, Op. 54 (1920)

1. "Humoreske", allegretto vivo
2. "Caprice", vivace grazioso

- Sonat i A-dur, op. 57 (i en sats; 1921)

### Kammarkompositioner
- Rêverie för violin och piano, Op. 3 (1897)
- Canzonetta i D-dur, för violin och piano, Op. 8 (1899; hennes första tryckta komposition; tillägnad Stefi Geyer)
- Impromptu, för pianokvartett, Op. 9b (1903; arrangemang av Op. 9a)
- Trio i D-dur, Op. 15 för violin, cello och piano (1902)
- Menuett i A-dur, Op. 18, för violin och piano (1904; tillägnad Jaroslav Kocian)
- Romans i F-dur, Op. 22, för violin och piano (1907)
- Kvartett i d-moll, op. 25 för violin, viola, cello och piano (1908)
- Sonat i D-dur, Frühlings-sonat, op. 26 för violin och piano (1909)
- Trio i C-dur, Op. 29 för violin, cello och piano (1910)
- Stråkkvartett i F-dur, op. 31 (1911; förlorad)
- Elegie i E-dur för violin och piano, Op. 34 (1913; tillägnad Johannes Nádherny-Borutin)
- Sonata i e-moll, op. 35 för cello och piano (1913; tillägnad Olga och Ernst Schulz)
- Pianokvintett i h-moll, op. 40 för 2 violiner, viola, violoncello och piano, (1915–1918)
- Sonat i h-moll Slawische Sonat för violin och piano, Op. 43 (1917; tillägnad violinisten Zlatko Baloković)
- Meditation för violin och piano, Op. 51 (1919; tillägnad Viteszlav Novák)
- Stråkkvartett i C-dur , op. 58 (1922)

### Orkesterverk
- Pianokonsert i g-moll, op. 33 (1913)
- Symfoni i fis-moll för stor orkester, op. 41 (1916 – 1917, rev. 1920; tillägnad sin mor baronessan Lilla Vay de Vaya)
- Phantasie concertante i d-moll för piano och orkester, Op. 48 (1919; tillägnad pianisten Alice Ripper)
- Ouvertyr i d-moll för stor orkester, Op. 49 (1919)

Sånger för röst och orkester (1915–1920)
- Verwandlung för röst, violin och orkester, Op. 37b (text: Karl Kraus)
- Liebeslied, Op. 39, (text: Rainer Maria Rilke; tillägnad hennes syster Gabrielle Kochanovsky)
- Zwei Schmetterlingslieder, Op. 52 (text: Karl Henckell)
  - Nr 1, "Gold'ne Sterne, blaue Glöckchen"
  - Nr 2, "Schwebe du Schmetterling, schwebe vorbei"

## Inspelningar
- Symfoni i fis-moll, op. 41; Phantasie Concertante i d-moll, op. 48 för piano och orkester ( CPO CD#777-418-2)
- Piano Trio, Op. 29; Cellosonat, op. 35 (Oliver Triendl, Andrej Bielow, Christian Poltera. CPO 777-419-2)
- Pianokvintett, op.40; Piano Quartet, Op. 25; Stråkkvartett, Op. 58; Impromptu, Op. 9 (Oliver Triendl, Quatuor Sine Nomine. CPO 777-421-2) [2 CD-skivor]
- Stråkkvartett i C-dur, op. 58 tillsammans med stråksextett av Boris Papandopulo (CD #5558910)
- Violinsonat nr 1 i D-dur, op. 26 tillsammans med verk av Kunc, Boris Papandopulo och J. Š. Slavenski (CD #5872221)
- Lieder, Ein Lied, Op. 11; Warum, Op. 13; 7 Lieder, Op. 23; 2 Lieder, Op. 27; 4 Lieder, Op. 30; Verwandlung, Op. 37; Liebeslied, Op. 39; Mädchengestalten, Op. 42; An eine Falte, Op. 46; 2 Schmetterlingslieder, Op. 52; 3 Gesänge, Op. 53; 2 Lieder, Op. 55 ( Ingeborg Danz, Cord Garben. CPO 777 422-2 (2012)
- Vertige, Valse-Boston (20th Century Foxtrots Volym 3. Katalognummer GP854)
- Pianokonsert, op. 33; Symfoni, Op. 41; Peter Donohoe (piano), BBC Symphony Orchestra, dirigerad av Sakari Oramo, Chandos CHSA 5299 (2022)[17]

## I populärkulturen
- Dora Pejačević avbildas i den kroatiska pseudobiografiska filmen Countess Dora (1993) regisserad av Zvonimir Berković, där hon porträtteras av Alma Prica.
- Dora, den kroatiska nationella uttagningen till Eurovision Song Contest, namngavs till Dora Pejačevićs ära.